# Pokémon: Volcanion i mechaniczny zachwyt
Pokémon: Volcanion i mechaniczny zachwyt (jap. ポケモン・ザ・ムービーXY&Z ボルケニオンと機巧のマギアナ Pokemon Za Mūbī Ekkusu, Wai ando Zetto: Borukenion to Karakuri no Magiana) – dziewiętnasty film o Pokémonach na podstawie anime Pokémon, którego premiera w Japonii odbyła się 16 lipca 2016. W Polsce premiera filmu odbyła się 1 stycznia 2018 na platformie internetowej Netflix. Premiera telewizyjna odbyła się 4 marca 2018 na antenie Disney XD.

## Obsada
| Rola | Aktor               | Polski dubbing               |
| --- | ------------------- | ---------------------------- |
| Ash Ketchum | Rica Matsumoto      | Hanna Kinder-Kiss            |
| Pikachu | Ikue Ōtani          |                              |
| Serena | Mayuki Makiguchi    | Dominika Sell                |
| Clemont | Yūki Kaji           | Maciej Falana                |
| Bonnie | Mariya Ise          | Natalia Jankiewicz           |
| Jessie | Megumi Hayashibara  | Izabela Dąbrowska            |
| James | Shin-ichiro Miki    | Jarosław Budnik              |
| Meowth | Inuko Inuyama       | Mirosław Wieprzewski         |
| Narrator | Unshō Ishizuka      | Mikołaj Klimek               |
| Volcanion | Somegoro Ichikawa   | Sławomir Grzymkowski         |
| Alva | Koichi Yamadera     | Szymon Kuśmider              |
| Kimia | Mayu Matsuoka       | Justyna Kowalska             |
| Raleigh | Shoko Nakagawa      | Agnieszka Mrozińska-Jaszczuk |
| Nikola | Tomomichi Nishimura | Wojciech Paszkowski          |
| W pozostałych rolach: Tomasz Borkowski (Levi), Joanna Kuberska (Flamel), Hanna Wojak (Cherie), Szymon Roszak (Łowca), Marek Barbasiewicz Opracowanie wersji polskiej: SDI Media Polska Reżyseria: Adam Łonicki Kierownictwo muzyczne: Juliusz Kamil Tłumaczenie, dialogi oraz tekst piosenki: Anna Wysocka Dźwięk: Adam Łonicki, Elżbieta Pruśniewska, Sergio Pinilla Vásquez Kierownictwo produkcji: Paweł Przedlacki, Paul Evans, Sonia Jaworska, Tomasz Kozłowski, Anita Ucińska Piosenki śpiewali: - „Stand Tall” – Krzysztof Kubiś, Paulina Łaba - „Soul-Heart” – Kaja Czulewicz |                     |                              |